# Dieta sustentável

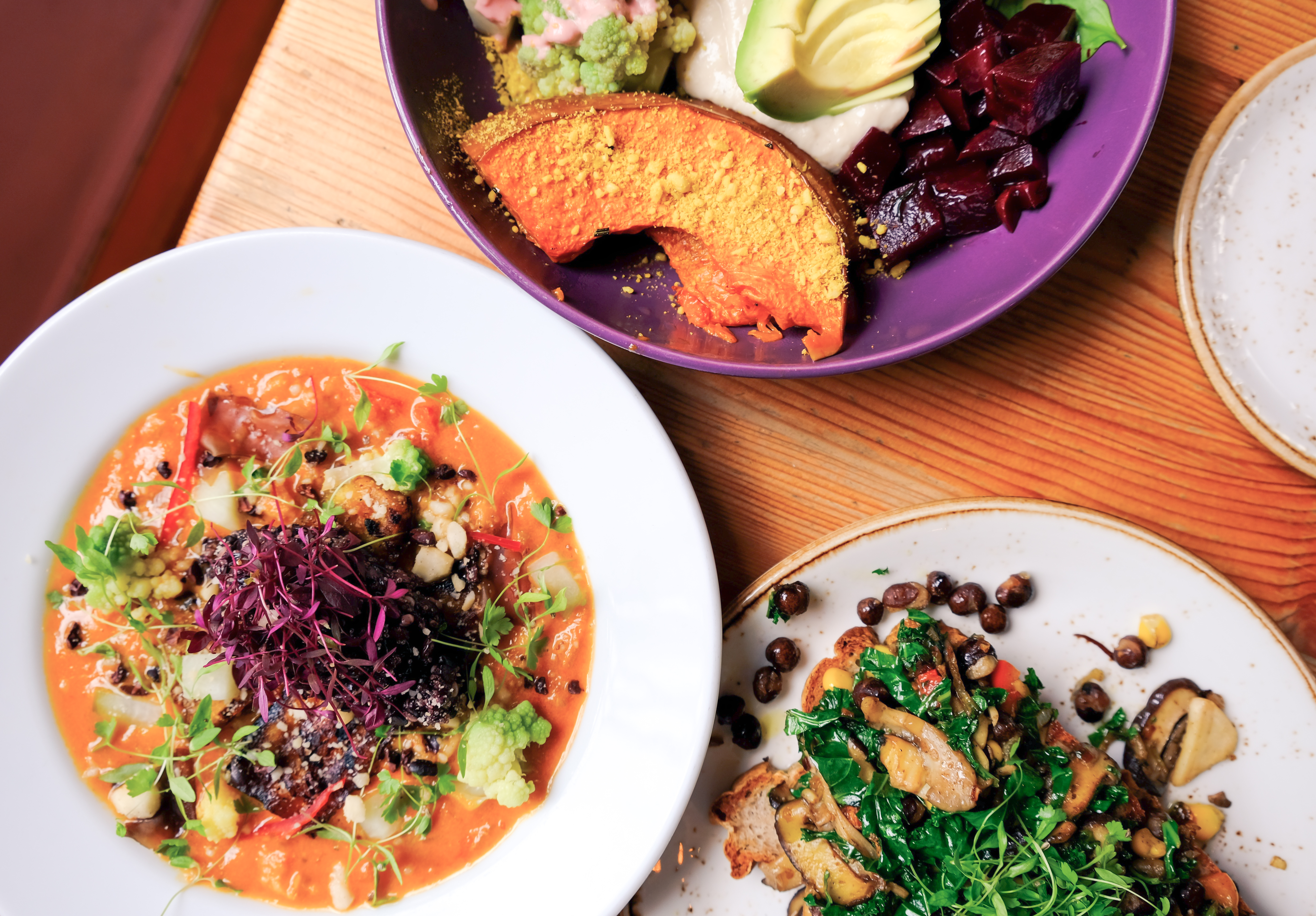
As dietas baseadas em plantas são uma forma popular de ter uma dieta sustentável.

As dietas sustentáveis são “padrões alimentares que promovem todas as dimensões da saúde e do bem-estar dos indivíduos; têm baixa pressão e impacto ambiental; são acessíveis, económicas, seguras e equitativas; e são culturalmente aceitáveis”. Estas dietas são nutritivas, ecológicas, economicamente sustentáveis e acessíveis a pessoas de diferentes origens socioeconómicas. As dietas sustentáveis tentam resolver as deficiências de nutrientes (por exemplo, a subnutrição) e os excessos (por exemplo, a obesidade), ao mesmo tempo que têm em conta fenómenos ecológicos como as alterações climáticas, a perda de biodiversidade e a degradação dos solos. Estas dietas são comparáveis à dieta climatária, com os domínios adicionais de sustentabilidade económica e acessibilidade.
Para criar uma dieta sustentável, a ênfase é colocada na redução do custo ambiental incorrido pelos sistemas alimentares, incluindo tudo, desde as práticas de produção e distribuição até a mitigação do desperdício de alimentos. A nível individual, a maioria das dietas sustentáveis promove a redução do consumo de carne e de produtos lácteos devido ao impacto ambiental particularmente adverso destas indústrias. Os dados sobre a intersecção entre alimentação e sustentabilidade foram priorizados por uma variedade de organismos internacionais, como a Organização das Nações Unidas para a Alimentação e a Agricultura (FAO) e a Organização Mundial da Saúde (OMS).

## História
As dietas sustentáveis foram desenvolvidas para abordar os problemas duplos da subnutrição e da degradação dos recursos ambientais. O termo “dieta sustentável” foi cunhado pela primeira vez no artigo de 1986 Dietary Guidelines for Sustainability, de Gussow e Clancy. Eles descrevem dietas sustentáveis como "escolhas alimentares que apoiam a vida e a saúde dentro dos limites do sistema natural num futuro previsível". O termo e a sua utilização foram posteriormente refinados em 2010 pela FAO e pela Bioversity International. A FAO delineou ainda os conceitos de prática de uma dieta sustentável como sendo a obtenção de um crescimento e desenvolvimento ótimos, o apoio ao bem-estar físico, mental e funcional, a prevenção da subnutrição e a promoção da biodiversidade e da saúde planetária.
Em 2014, a Segunda Conferência Internacional sobre Nutrição da FAO/OMS colocou as dietas sustentáveis e a transformação dos sistemas alimentares como focos da Década de Ação das Nações Unidas para a Nutrição 2016-2025. Em 2019, a FAO e a OMS colaboraram mais uma vez para desenvolver um conjunto de diretrizes para dietas sustentáveis e a sua implementação em todo o mundo.

## Componentes de uma dieta sustentável
A FAO e a OMS descreveram os componentes de uma dieta sustentável e saudável. O esboço divide estes componentes em secções relacionadas a aspetos de saúde, ambientais e socioculturais. Cada componente também está em conformidade com os atuais Objetivos de Desenvolvimento Sustentável (ODS) das Nações Unidas.
No geral, as dietas sustentáveis enfatizam:
- Começando cedo na vida com amamentação e alimentação complementar adequada
- Uma grande variedade de alimentos e bebidas não processados ou minimamente processados
- Ênfase em uma dieta baseada em plantas: grãos integrais, leguminosas, nozes, frutas e vegetais
- Incluindo quantidades moderadas de ovos, laticínios, aves, peixes e, especialmente, limitando a carne vermelha
- Consumir principalmente água potável
- Fornecer energia e nutrientes adequados, em vez de não atingir ou exceder as necessidades
- Manter a consistência com as diretrizes da OMS para reduzir o risco de doenças não transmissíveis relacionadas com a dieta
- Consumir quantidades mínimas de patógenos, toxinas e outros agentes causadores de doenças por meio dos alimentos
- Manter as metas de emissões de gases com efeito de estufa, uso do solo e poluição química
- Preservar a biodiversidade de culturas, gado, alimentos derivados da floresta, recursos genéticos e muito mais, evitando a agricultura excessiva, a caça excessiva e a pesca excessiva.
- Minimizar o uso de antibióticos e hormonas nos alimentos
- Minimizar o uso de plásticos e derivados de plástico em embalagens de alimentos
- Reduzir a perda e o desperdício de alimentos
- Respeitando a cultura local, as práticas culinárias e os padrões de consumo
- Ser acessível e desejável
- Evitar impactos adversos relacionados com o género, especialmente relacionados com a atribuição de tempo para comprar ou preparar alimentos

### Saúde
A construção de uma dieta sustentável pode ser analisada ao longo do ciclo de vida humano. Segundo as Nações Unidas, isto começa com a amamentação dos bebés. Com a idade, a dieta torna-se cada vez mais expandida. Para crianças e adultos, inclui uma grande variedade de alimentos minimamente processados que são equilibrados entre todos os grupos alimentares. A abordagem mais sustentável é uma dieta baseada principalmente em plantas, baseada principalmente em grãos integrais, legumes, frutas e vegetais. Isto também é complementado por quantidades moderadas de ovos, laticínios, aves, peixes e um mínimo de carne vermelha. As proporções devem ser moderadas, com todas as necessidades alimentares satisfeitas, mas não excedidas em muito. Finalmente, uma dieta saudável e sustentável inclui água potável segura e limpa.

### Impacto ambiental
Para ser qualificada como uma dieta sustentável segundo as diretrizes da ONU, uma dieta deve manter as emissões de gases com efeito de estufa, o uso de fertilizantes e a poluição dentro das metas estabelecidas. A dieta também deve reduzir o risco de doenças não transmissíveis e promover o bem-estar geral. Além disso, os alimentos produzidos de acordo com uma dieta sustentável devem minimizar o uso de antibióticos e plástico.

### Impacto sociocultural
Uma dieta sustentável ideal leva em consideração a cultura local e as práticas culinárias, incluindo ênfase em produtos alimentares de origem local e no conhecimento alimentar regional. A dieta também deve ser acessível e económica para todos, sem sobrecarregar desproporcionalmente um género em detrimento de outro. Esta é uma parte crucial para reivindicar uma dieta sustentável. Muitos consumidores não percebem os impactos da produção de certos produtos nas comunidades vizinhas. Sustentabilidade inclui fornecimento ético. Um aspeto fundamental da sustentabilidade sociocultural é gerir e identificar os impactos dos produtos nas culturas, empresas e funcionários.

### Dietas descritas como sustentáveis
As dietas sustentáveis são normalmente associadas a dietas de baixo carbono, que são estruturadas para combater o aquecimento global. O exemplo mais importante disto é a dieta baseada em plantas. Outras abordagens se concentram em fatores ambientais mais amplos, bem como em desafios sociais e económicos. Por exemplo, uma estratégia ligada à região é a dieta mediterrânica, uma dieta baseada em vegetais, rica em frutas, vegetais, cereais integrais, leguminosas e peixe.
Escolher proteínas de origem vegetal promove a saúde, reduz as emissões de gases de efeito de estufa e ajuda a diminuir a taxa de alterações climáticas. Exemplos de proteínas vegetais incluem vegetais, frutas, grãos integrais, leguminosas, nozes e sementes. Investigações mostram que estas fontes de proteína são pobres em gorduras saturadas e ricas em antioxidantes, o que pode ajudar a prevenir cancro e doenças cardiovasculares. Além disso, o alto teor de fibras nas proteínas vegetais pode ajudar a regular os níveis de açúcar no sangue. Portanto, a escolha de alternativas à carne tem o potencial de apoiar a saúde dos nossos corpos e do ambiente.
Uma anedota comum é que o fornecimento baseado na localização é um componente importante para reduzir a pegada ambiental das compras de alimentos. No entanto, um estudo muito abrangente que reuniu dados de mais de 38 mil quintas mostrou recentemente que este não é o caso. As pegadas de carbono e de poluição líquida devido ao transporte de alimentos são quase sempre insignificantes em comparação com outras fontes poluentes durante a produção. A única exceção a esta regra são os alimentos transportados por via aérea, que são produtos de nicho (por exemplo, a maioria das frutas e nozes tropicais não voam).
Um estudo de 2020 descobriu que os efeitos de mitigação das alterações climáticas decorrentes da mudança da produção e do consumo mundial de alimentos para dietas baseadas em plantas, que são compostas principalmente de alimentos que requerem apenas uma pequena fração da terra e das emissões de CO2 necessárias para carne e laticínios, poderiam compensar significativamente as emissões de CO2. Os dados mostraram que esta diferença é igual aos últimos 9 a 16 anos de emissões de combustíveis fósseis em nações que eles agruparam em 4 tipos.

## Motivações para adotar uma dieta sustentável

### Consciencialização
A consciencialização sobre os benefícios sustentáveis da redução do consumo de carne aumentou significativamente entre 2010 e 2014. Um estudo longitudinal, realizado ao longo destes quatro anos, atribuiu o impacto ambiental percebido a aproximadamente 41% do raciocínio explicativo dos indivíduos para consumir menos carne.
Este estudo indicou claramente um aumento no conhecimento sobre o impacto ambiental da indústria da carne. Quando os indivíduos foram solicitados a comentar se o consumo de carne está ou não relacionado com as alterações climáticas, o número de pessoas que responderam positivamente aumentou em relação aos estudos anteriores. Os investigadores descreveram este aumento como parte de um efeito “halo”. Por outras palavras, devido ao aumento da consciência dos indivíduos em relação à saúde, à eficiência económica e ao desejo de comer de forma mais saudável, houve um consequente aumento da sua consciência ambiental.
Descobriu-se que as decisões sobre o consumo de alimentos dependem da saúde, naturalidade, preço e sociabilidade. Todos estes fatores estão associados à redução do consumo de carne e ao aumento da disposição em seguir uma dieta baseada em plantas, com exceção da sociabilidade. Indivíduos lutam para alterar rituais alimentares pré-estabelecidos em ambientes sociais por preocupação com a sua perceção pública. Eles não querem parecer antissociais ou difíceis. Estas situações particulares funcionam como uma barreira à adoção de uma dieta mais sustentável. No entanto, como um impacto ambiental positivo também está alinhado com os objetivos de saúde, despesas e preocupações de um indivíduo, é geralmente mais provável que este o procure.
O estudo longitudinal revelou uma maior consciência da relação entre o consumo de carne e o impacto ambiental, bem como entre o consumo de carne e os resultados para a saúde. O enfrentamento focado na emoção pode fornecer uma explicação para o aumento da consciencialização ambiental de que comer menos carne apoia metas de sustentabilidade. Este conceito afirma que mecanismos de defesa como negação e racionalização podem ser estratégias mentais usadas para diminuir emoções negativas. À medida que os indivíduos começam a participar em comportamentos mais positivos em termos ambientais, independentemente da motivação, podem aliviar a sua necessidade de negação e racionalização em favor da compreensão e do entendimento de que comer de forma mais saudável é também mais sustentável em termos ambientais.
Em junho de 2023, o Mecanismo de Aconselhamento Científico da Comissão Europeia concluiu, numa revisão de todas as evidências científicas disponíveis, que a sensibilização e a reflexão racional são apenas uma pequena parte do processo de tomada de decisão dos consumidores e, portanto, que as políticas de promoção de dietas sustentáveis devem ser aplicadas em todo o sistema alimentar, "aliviando assim o consumidor".

### Valores
A motivação é definida como o que os indivíduos escolhem fazer, a intensidade com que escolhem fazê-lo e a quantidade de tempo durante o qual o comportamento é mantido. Esta definição não é específica para escolhas ambientais e consumo de alimentos, mas pode ser facilmente aplicada. Motivação e valores pessoais são a espinha dorsal do comportamento ambiental e das escolhas alimentares. Existem três tipos principais de valores que são importantes para uma exploração mais aprofundada do tópico atual: egoísta, altruísta e biosférico.
Valores egoístas são aqueles construídos com base no impacto pessoal direto. Valores altruístas são formados a partir da relevância de um indivíduo para os outros. Os valores da biosfera são aqueles que dizem respeito a uma pessoa devido ao seu impacto nos sistemas ecológicos, nos animais não humanos e nas plantas. A combinação destes valores leva à justificação de escolhas, comportamentos e ações relacionadas à escolha de alimentos e seu impacto ambiental. As escolhas afetadas e causadas pelo efeito halo são devidas principalmente a valores egoístas e depois extrapoladas para abranger um ou ambos os outros tipos de valores; originalmente, a escolha foi motivada pessoalmente, mas acabou misturando-se a um resultado positivo, alinhado com uma intenção menos egocêntrica.
Todos os dias, as pessoas deparam-se com uma enxurrada de escolhas. Seria impossível parar e considerar cuidadosamente as opções de cada decisão. Assim, foram criadas as heurísticas. Uma heurística é um atalho mental empregado para tomar decisões rápidas sem usar quantidades excessivas de recursos cognitivos. Eles são usados diariamente e frequentemente na escolha de alimentos. Os indivíduos sabem o que gostam de comer, mas muitas vezes fazem escolhas alimentares irrefletidamente centradas nessas preferências. Ou seja, as escolhas alimentares nem sempre são um reflexo de motivação ou valores. Eles não podem ser indicadores garantidos de consciencialização ambiental e metas de saúde.

## Na prática

### Prática de consumo de carne “Menos mas Melhor”
A frase "menos mas melhor" promove uma diminuição na quantidade e um aumento na qualidade da carne. Qualidade, neste caso, refere-se à forma sustentável e responsável como o gado é criado. Outra frase semelhante é “menos, mas mais variado”, que implica diminuir o consumo de carne e, simultaneamente, aumentar formas variadas de proteína, como nozes e soja. Na prática, isto pode incluir a adoção de uma refeição ou dia sem carne. Foi demonstrado que ambas as frases afetam as escolhas do consumidor. Quando 1.083 consumidores receberam informações sobre os seus hábitos alimentares atuais e sugestões para possíveis melhorias por meio da implementação destas frases simples, descobriu-se que ambos os ditados influenciavam bases de consumidores sobrepostas. Por outras palavras, ambas as frases foram eficazes quando implementadas, mas não com todos os consumidores, e cada uma teve grupos afetados ligeiramente diferentes.
A eficácia do "menos, mas melhor" depende da escolha do consumidor de comer ou se abster de carne. Muitas pessoas não querem magoar os animais ou vê-los sofrer, mas mesmo assim optam por manter dietas baseadas em carne. Esta situação foi apelidada de “o paradoxo da carne”. Os indivíduos lidam com esta dissonância cognitiva muitas vezes por ignorância (ignorando as realidades conhecidas de sua fonte de alimento) ou por explicações vagamente ligadas ao sabor. O fenómeno psicológico  intensifica-se se a mente ou as qualidades humanas dos animais forem explicitamente mencionadas.
"Menos, mas melhor" é um conceito também comummente usado por gourmets. Os gourmets são consumidores orientados para o sabor e qualidade. São indivíduos que participam da gastronomia, que em termos simples é a prática de escolher, criar e apreciar alimentos de alta qualidade. Esta prática é tipicamente, mas não exclusivamente, dominada por homens. Estes consumidores têm grande consideração pela qualidade dos seus alimentos e ingredientes. Eles geralmente fazem pesquisas e procuram o que é sazonal e produzido localmente. Além disso, os gourmets geralmente preferem carne proveniente de gado de pasto em vez de técnicas agrícolas industriais onde os animais são alimentados com dietas não naturais.
As regulamentações que os gourmets impõem a si mesmos são inerentemente sustentáveis, embora não tenham essa intenção proposital. Eles gostam de cozinhar e criar refeições que dependem apenas de plantas devido à natureza desafiadora de criar tais refeições nos seus padrões. Se eles decidem dar-se ao luxo de incluir carne nos seus pratos, eles fazem-no em porções pequenas e de alta qualidade. Estas normas não só criam o nível de qualidade procurado pelos gourmets, como também se alinham com os esforços de sustentabilidade.

### Dietas sustentáveis e género
As mulheres são mais propensas do que os homens a comprar produtos rotulados como sendo verdes, amigos do ambiente e sustentáveis. Estereótipos têm influenciado a retórica afirmando que produtos verdes são projetados para mulheres. Isto cria a ilusão de que o comportamento sustentável é inerentemente mais feminino.
Este atributo arbitrário de comportamento sustentável tem o potencial de ser mudado por meio de embalagens aprimoradas de produtos verdes. Redesenhar cores, arte e estilos neutros em termos de género pode tornar o marketing mais eficaz para um público mais amplo. Outros géneros podem achar que um produto é desagradável devido à feminilidade percebida.

### Reações e política
Os governos têm sido lentos na adoção de orientações sobre “dieta sustentável”, publicando apenas algumas recomendações. Algumas indústrias, como a indústria de alternativas à carne, adotaram estas recomendações, enquanto que a indústria da carne faz lobby ativamente contra elas. De um modo mais geral, as empresas alimentares industriais não adotaram a “dieta sustentável” como parte das suas estratégias de sustentabilidade empresarial.

Em julho de 2022, a Comissão Europeia solicitou ao seu Mecanismo de Aconselhamento Científico que apresentasse recomendações baseadas em evidências para novas políticas de promoção de dietas sustentáveis na Europa. O parecer, emitido em junho de 2023, concluiu que:
Até agora, o principal foco político na UE tem sido fornecer mais informações aos consumidores. Mas isto não é suficiente. As pessoas escolhem os alimentos não apenas por meio da reflexão racional, mas também com base em muitos outros fatores: disponibilidade de alimentos, hábitos e rotinas, reações emocionais e impulsivas e a sua situação financeira e social. Portanto, devemos considerar maneiras de aliviar o consumidor e tornar a alimentação sustentável e saudável uma escolha fácil e acessível. Isso exigirá uma combinação de incentivos, informações e políticas vinculativas que governem todos os aspetos da produção e distribuição de alimentos. As políticas devem abordar todo o ambiente alimentar, em qualquer lugar onde os alimentos são obtidos, consumidos e discutidos. O ambiente alimentar da UE é diversificado, incluindo lojas, restaurantes, lares, escolas e locais de trabalho, bem como ambientes informais, como alimentos cultivados em casa. Cada vez mais, também inclui mídia digital.

## Desafios

### Consumo de alimentos e impacto ambiental
Sabor, saúde e sustentabilidade são três fatores aparentemente separados, inerentemente ligados por um fio condutor: a sustentabilidade ambiental. Uma dieta saudável é multifacetada Alguns podem argumentar que as dietas sustentáveis não são viáveis porque exigem que a carne seja eliminada ou que seja incorporada carne sem sabor. Ambas as preocupações são equívocos. Na verdade, existem grupos de indivíduos que valorizam mais o sabor e a qualidade dos seus alimentos do que outros aspetos e, consequentemente, criaram uma dieta incrivelmente sustentável. Há uma variedade de motivações, valores e influências que afetam as escolhas alimentares de um indivíduo.
Em junho de 2023, o Mecanismo de Aconselhamento Científico da Comissão Europeia publicou um relatório detalhado de revisão de evidências que examinou as barreiras que impedem os consumidores de adotar dietas mais sustentáveis e saudáveis em quatro aspetos:
- redução do consumo de carne e alimentos de origem animal e aumento do consumo de alimentos de origem vegetal
- reduzir o consumo de alimentos não saudáveis, ou seja, aqueles ricos em gordura, sal e açúcar, ou ultraprocessados
- aumentando o consumo de alimentos biológicos
- redução do desperdício alimentar a nível doméstico

Os consultores científicos identificaram muitas dessas barreiras, e agruparam-nas amplamente em:
- falta de motivação
- falta de capacidade
- falta de oportunidade (incluindo ambiente físico e social)

Atualmente, há uma falta de consciencialização entre o consumo de carne e as alterações climáticas, de modo que muitas pessoas não percebem que haja uma ligação entre os dois conceitos. Mesmo quando os dois conceitos são reconhecidos como estando conectados de alguma forma, os indivíduos são altamente céticos quanto à extensão. Muitos usam o seu ceticismo para se convencerem de que o impacto ambiental não vale uma mudança comportamental. 
As pessoas estão relutantes em aceitar a ideia de que o seu consumo pessoal de carne tenha algum papel no contexto global das alterações climáticas. Elas acreditam que a sua contribuição individual terá pouco ou nenhum efeito na situação atual. Até mesmo acreditar que mudar o seu comportamento individual ajudaria, em grau mínimo, a aliviar os efeitos das alterações climáticas é altamente controverso. Ou seja, as pessoas consideram que a sua própria diminuição no consumo de carne tem pouco ou nenhum efeito nas alterações climáticas em geral. Com esta crença amplamente difundida, não é de se surpreender que investigações também tenham mostrado relutância e resistência à diminuição do consumo de carne entre indivíduos. Aqueles que desejam agir sobre as alterações climáticas de maneira positiva veem a mudança de comportamento fora do consumo de alimentos como mais desejável e uma ação da qual estão mais dispostos a participar. As razões para esta resistência incluem: o sabor da carne é agradável, os indivíduos percebem que estão a dar outros passos em direção à sustentabilidade e, portanto, não se sentem obrigados a entregar-se a este ato, e os indivíduos são céticos quanto à ligação da produção de carne às alterações climáticas.

### Sustentabilidade das recomendações alimentares
Informações nutricionais estão disponíveis na embalagem de quase todos os alimentos vendidos em supermercados. No entanto, informações ambientais, como emissões de gases de efeito de estufa, não são tão facilmente acessíveis. Uma mudança para dietas mais baseadas em vegetais poderia gerar ganhos substanciais para a saúde pública. O corpo humano é mais eficiente na transformação dessas fontes alimentares em calorias e nutrientes, aumentando os seus benefícios gerais para a saúde.
Países como os Países Baixos e a Suécia estabeleceram diretrizes de dieta sustentável para os seus cidadãos. Por outro lado, os Estados Unidos da América não estabeleceram oficialmente quaisquer orientações desse tipo.
Dietas mais saudáveis estão associadas à redução das emissões de gases de efeito de estufa. Na verdade, em comparação com uma dieta americana típica, uma mudança para uma dieta saudável tem o potencial de reduzir as emissões até quinze por cento. Potencialmente, ganhos ainda maiores na redução de emissões poderiam ocorrer se os indivíduos mudassem a sua dieta com o propósito de sustentabilidade. Isto resultaria numa redução de emissões de até vinte e sete por cento. Nenhuma destas mudanças alimentares exige que os indivíduos eliminem completamente a carne das suas dietas; embora, geralmente, seja necessária uma redução no consumo de carne para que os indivíduos atendam às recomendações alimentares. Nos Estados Unidos, é comum que as pessoas consumam carne e proteína em excesso sem satisfazer as outras categorias restantes. A maior mudança necessária para os indivíduos é um ajuste na quantidade de nutrientes que consomem atualmente para atender às recomendações de saúde em todas as categorias de nutrientes.
A Alemanha é outro país que atualmente não possui diretrizes oficiais para uma dieta sustentável. Uma investigação conduzida em 2014 por Meier, Christen, Semier, Jahreis, Voget-Kleschin, Schrode e Artmann analisou a atual falta de dietas sustentáveis no país e como o uso da terra pode ser ajustado para equilibrar produtos fabricados na Alemanha com produtos importados. A investigação também mostrou o potencial para uma reversão no padrão de importação/exportação do país, de modo que a Alemanha pode exportar mais bens do que importa atualmente.
Em junho de 2023, o Mecanismo de Aconselhamento Científico da Comissão Europeia recomendou que os países deveriam “generalizar a inclusão de critérios de sustentabilidade nas diretrizes alimentares nacionais”.